# Qafa e Buallit
Qafa e Buallit är ett bergspass i Albanien. Det ligger i den centrala delen av landet, 40 km nordost om huvudstaden Tirana. Qafa e Buallit ligger 848 meter över havet.
Terrängen runt Qafa e Buallit är varierad.  
I omgivningarna runt Qafa e Buallit växer i huvudsak blandskog.  Runt Qafa e Buallit är det ganska tätbefolkat, med 56 invånare per kvadratkilometer.